# کلاته صوفی
 کلاته صوفی ، روستایی از توابع بخش نصرآباد و در ۲۹ کیلومتری شهرستان تربت جام در استان خراسان رضوی است.
ارتفاع این روستا از سطح دریا ۱٬۰۴۰ متر است و در ۷ کیلومتری شمال شرق نصرآباد قرار دارد. کلاته صوفی در دهستان بالاجام قرار داشته و بر اساس سرشماری سال ۱۳۸۵ جمعیت آن (۲۵۳خانوار) ۱٬۲۴۲نفر بوده‌است.